# 丹波篠山市篠山伝統的建造物群保存地区
丹波篠山市篠山伝統的建造物群保存地区（たんばささやましささやまでんとうてきけんぞうぶつぐんほぞんちく）は、兵庫県丹波篠山市にある伝統的建造物群保存地区。丹波篠山市の都市計画によって決定された保存地区であり、国の重要伝統的建造物群保存地区として選定されている。

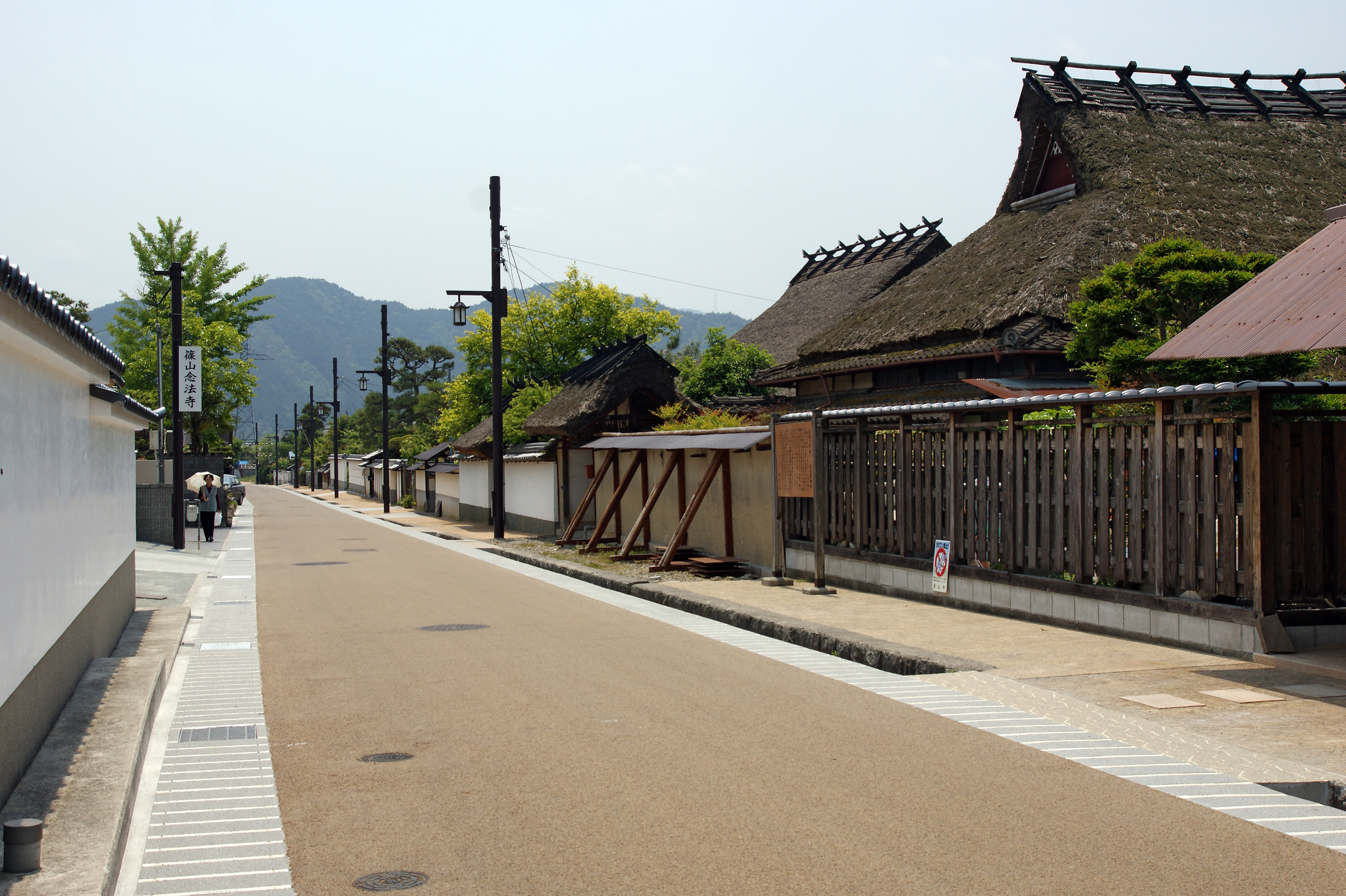
御徒士町武家屋敷群

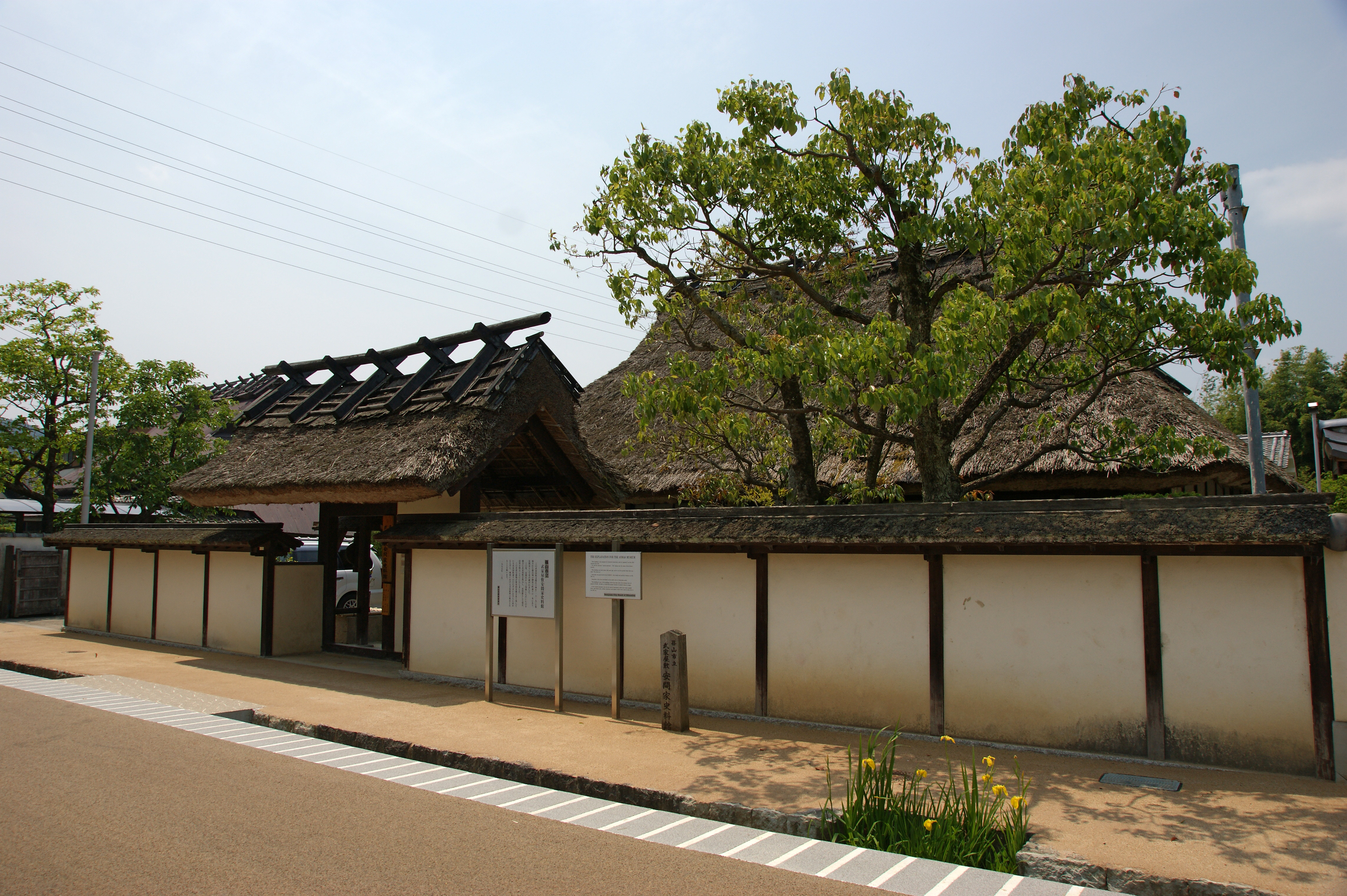
篠山市立武家屋敷安間家史料館

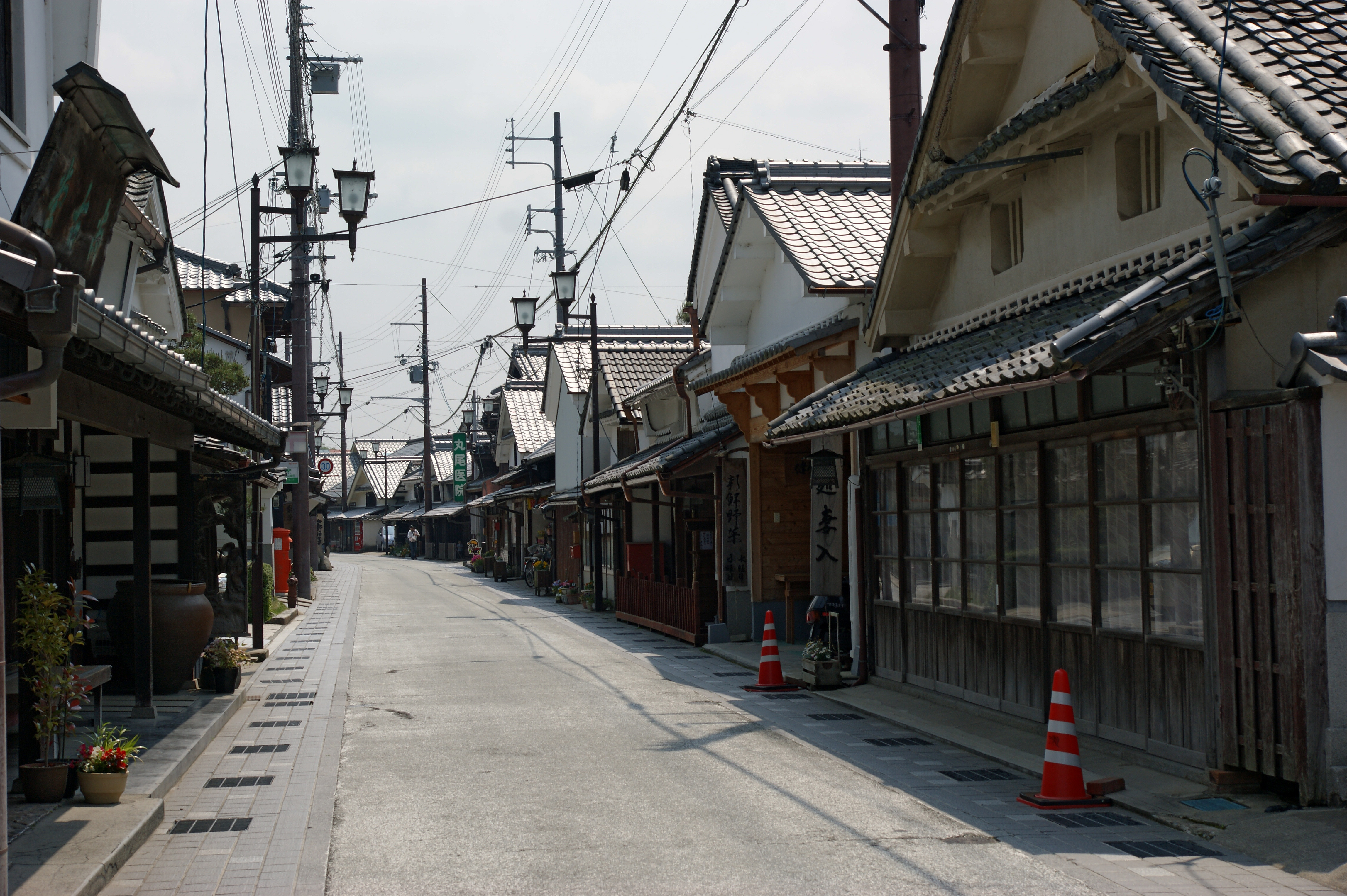
河原町妻入商家群

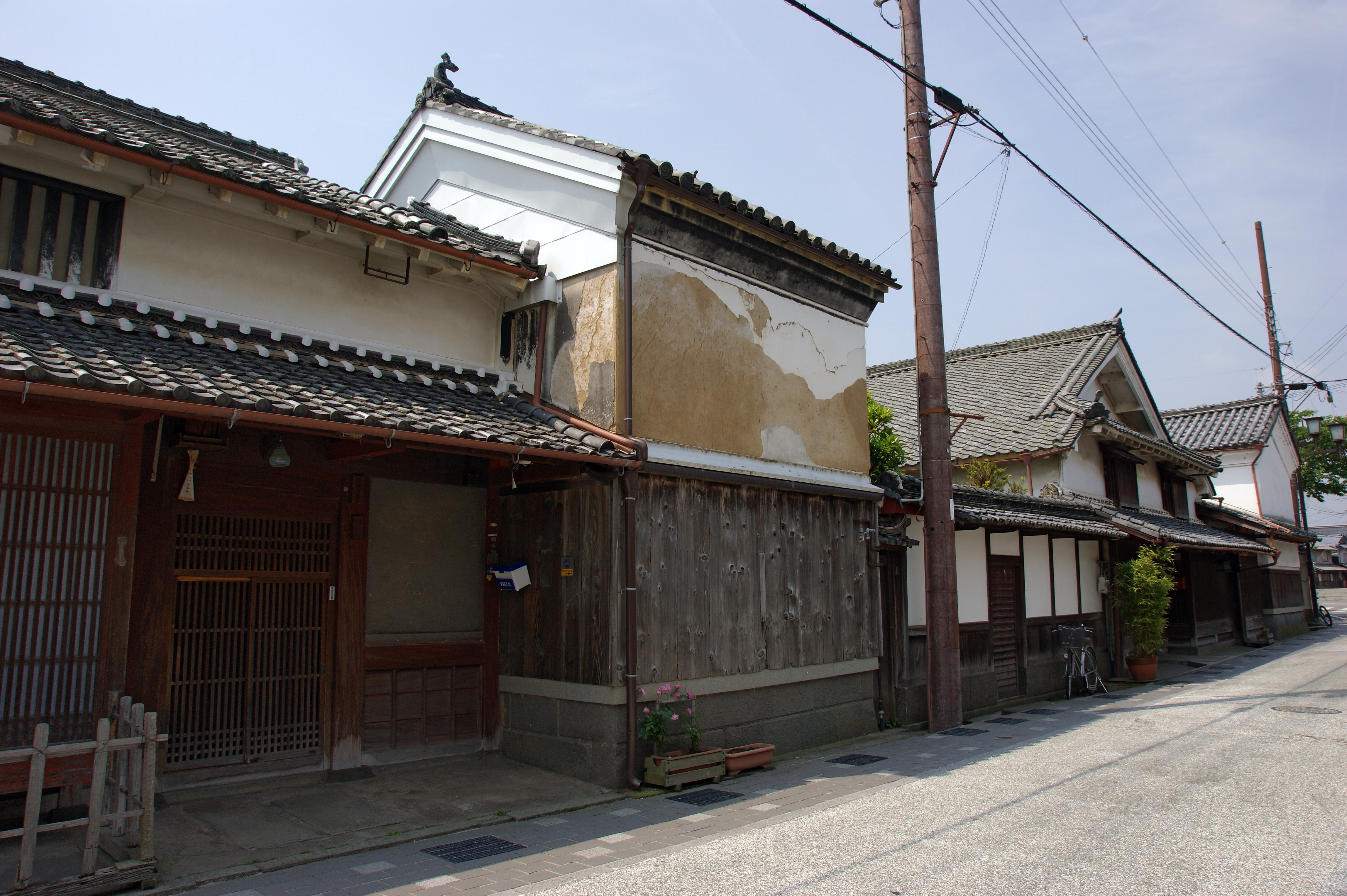
川端家住宅

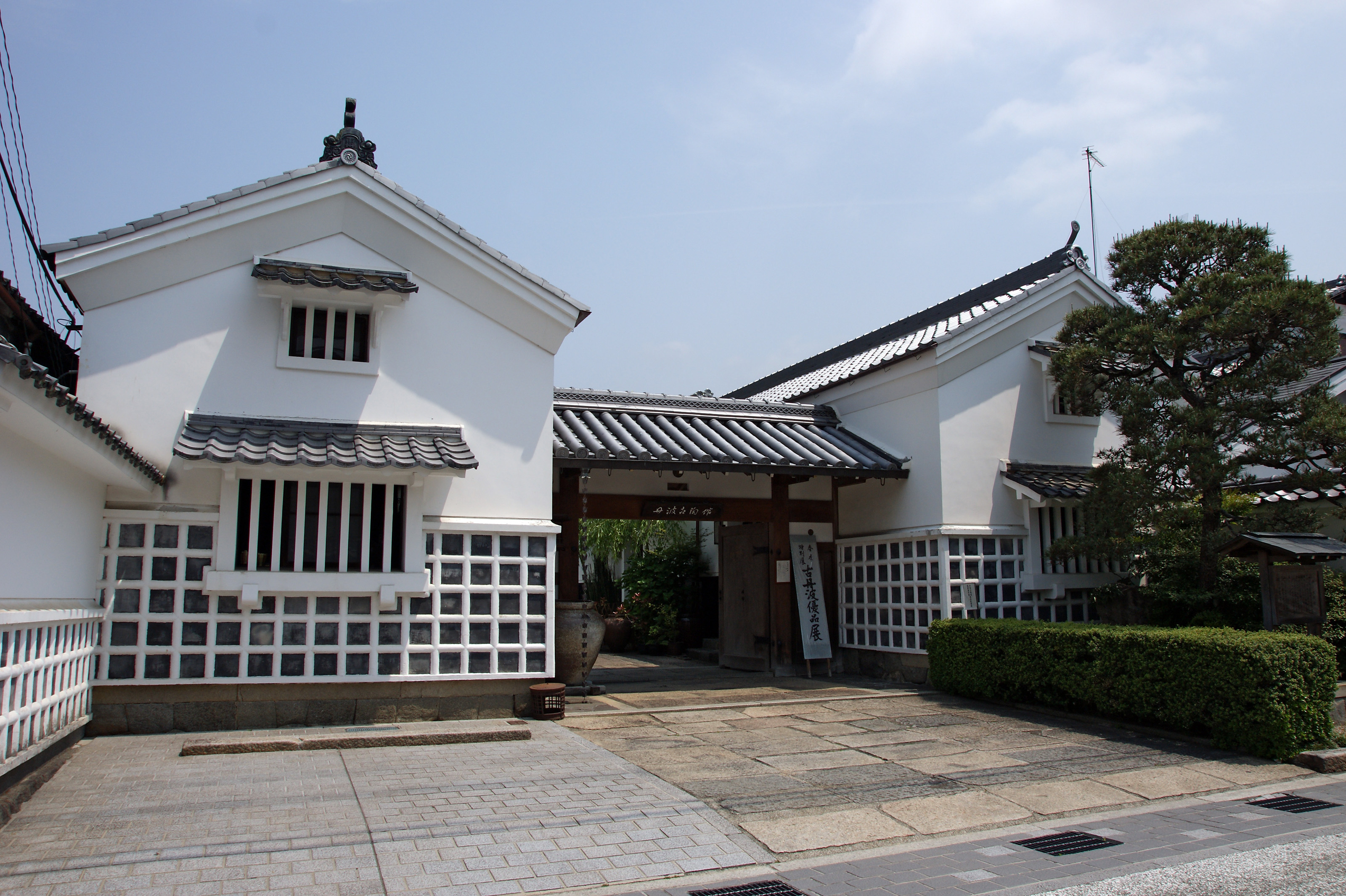
丹波古陶館

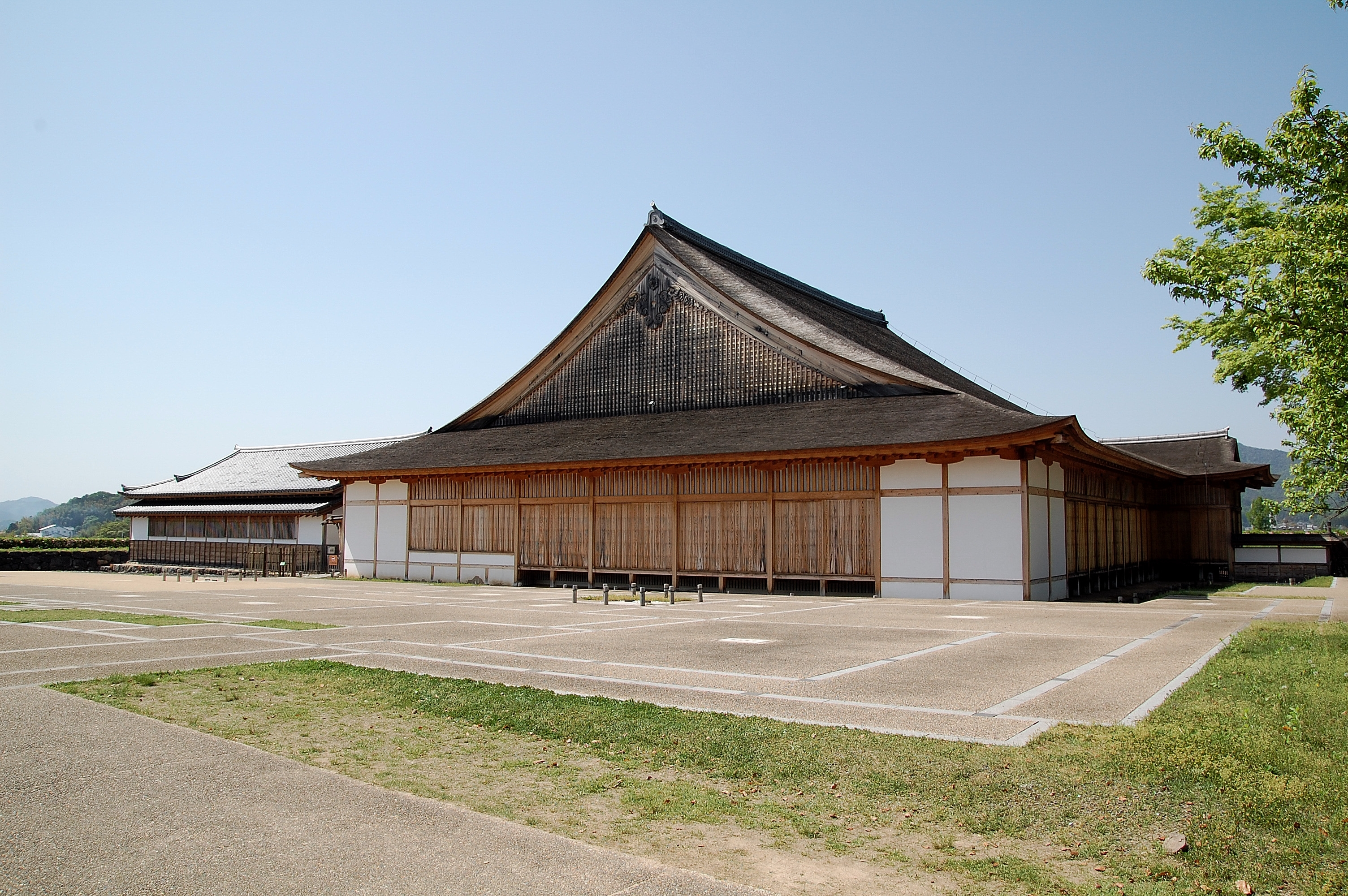
篠山城大書院

## 概要
当保存地区がある城下町篠山は兵庫県の中東部、篠山盆地の中央に位置する。
当地区の歴史は慶長14年（1609年）、天下普請により篠山城が築かれ、伴って城の四方に城下町が整備されたことに始まる。初代城主は松平康重であった。のち寛延2年（1749年）、青山忠朝が丹波亀山藩から移封され、以後青山氏が城主となる。篠山では築城直後から城下町の整備が進められ、城の外堀周囲には侍町が配されていた。しかし明治時代に多くが破却・売却され西側のみに風致をとどめている。城郭の南東の山陰道沿いは町屋が配されて、近世から近代にかけての建造物が現在も軒を連ねている。
この保存地区の範囲は東西約1500メートル、南北約600メートル、面積は約40.2ヘクタールに及び、城跡とその西側・南側の旧武家地、城の東方の旧山陰道沿いの町人地を含む。

## 基本データ
- 選定範囲 - 兵庫県丹波篠山市東新町、西新町、南新町、北新町、河原町、小川町及び立町の各一部
- 種別 - 城下町
- 面積 - 約40.2ヘクタール
- 保存地区決定告示年月日
- 重要伝統的建造物群保存地区選定年月日 - 平成16年12月10日
- 選定基準 - 伝統的建造物群及び地割がよく旧態を保持しているもの
- 伝統的建造物及び環境物件の特定数 - 328件（平成18年12月26日現在）  
  - 伝統的建造物（建築物） - 192件
  - 伝統的建造物（工作物） - 59件
  - 環境物件 - 77件
- 備考 - 美しい日本の歴史的風土100選（御徒士町武家屋敷群、平成19年選定）
- 名称変更 - 令和2年12月23日

## 地区内の主な施設
- 篠山城跡 - 国の史跡（1951年指定）
  - 篠山城大書院
  - 篠山城二の丸御殿跡
- 御徒士町武家屋敷群

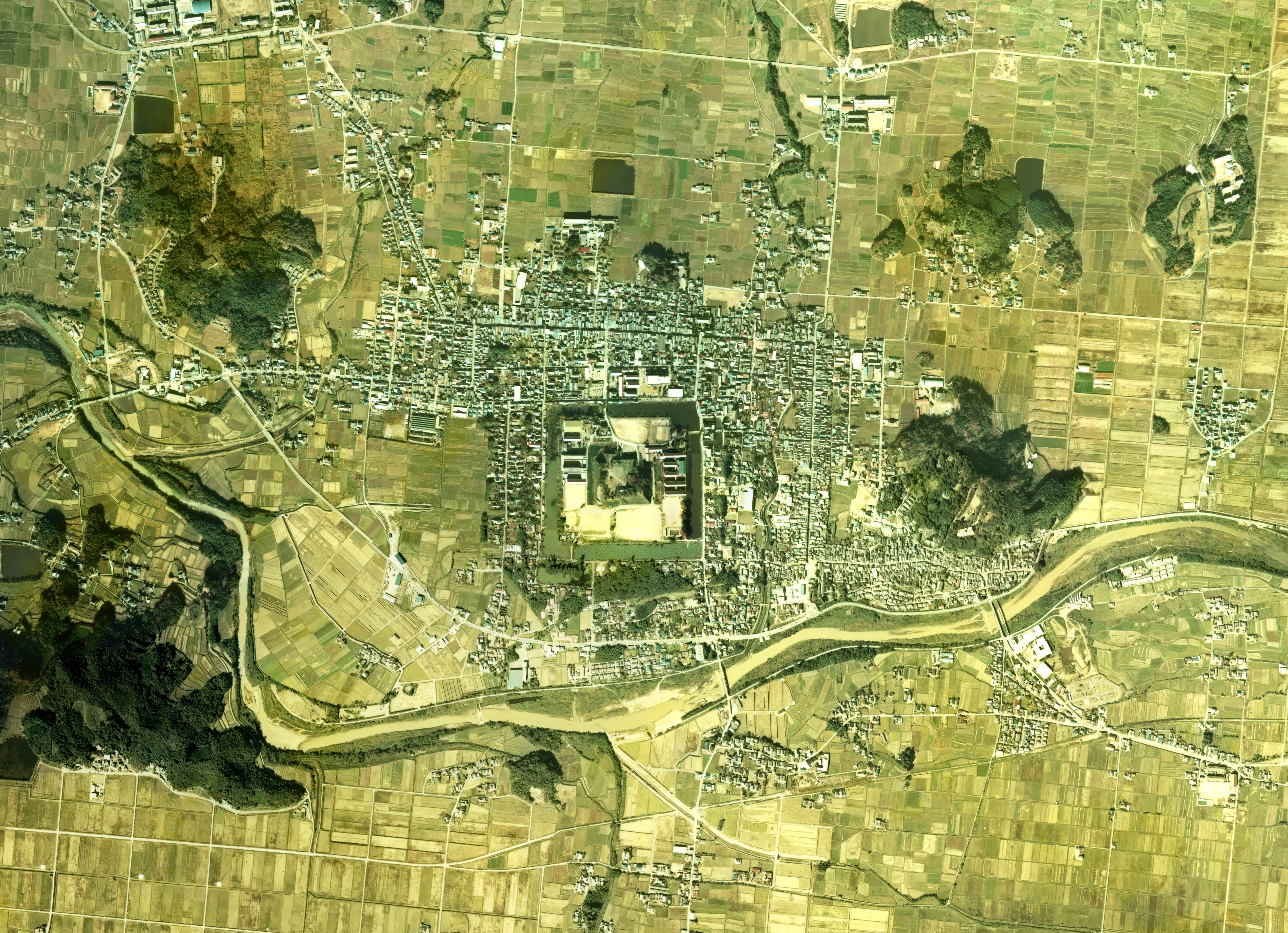
篠山の空中写真。篠山城を中心に四方へ整備された城下町の街路形状がよく残されている。南を流れる川は篠山川。1975年撮影の6枚を合成作成。
。

  - 小林家長屋門 - 江戸時代築、兵庫県指定文化財
  - 旧安間家住宅（篠山市立武家屋敷安間家史料館） - 武家屋敷、曲屋、土蔵、江戸時代築、篠山市指定文化財
- 河原町妻入商家群
  - 西坂家住宅 - 商家建築（醤油屋）、妻入り、篠山市指定文化財
  - 川端家住宅 - 商家建築、入母屋造平入り、篠山市指定文化財
  - 丹波古陶館
  - 能楽資料館

## 地区近隣の主な施設
- 丹波篠山市立歴史美術館 - 旧篠山地方裁判所（明治24年築、日本最古の木造裁判所）
- 大正ロマン館
- 丹波篠山市立田園交響ホール
- 丹波壮氏酒造記念館

## 備考
当地区内は、美しい日本の歴史的風土100選（御徒士町武家屋敷群）、「丹波篠山城下町を訪ねるみち」として美しい日本の歩きたくなるみち500選にも選定されている。

## 交通
- 福知山線 篠山口駅からウイング神姫（旧神姫グリーンバス）「篠山営業所」行で20分、「二階町」下車 徒歩5分（篠山城）